# Michel Nabokoff
 (mars 2021).
Si vous disposez d'ouvrages ou d'articles de référence ou si vous connaissez des sites web de qualité traitant du thème abordé ici, merci de compléter l'article en donnant les références utiles à sa vérifiabilité et en les liant à la section « Notes et références ».
Michel Nabokoff (Nabokov) est un acteur belge né le 2 janvier 1973 à Soignies. 
Il est notamment connu en comédie pour son rôle de chef de la zad dans le film Problemos de Éric Judor, Blanche Gardin, et Noé Debré, ainsi que pour celui de l'oligarque russe Leonid Kadnikov dans le thriller de Netflix Sentinelle réalisé par Julien Leclercq avec Olga Kurylenko.

## Biographie

### Famille et enfance
Issu d’une famille nombreuse de la noblesse russe du côté paternel et belge du côté maternel, il est le 4e enfant de Nicolas Sergeevich Nabokoff, haut fonctionnaire belge et administrateur général de la SDRW (Société de Développement Régional Wallon), et de Anne de Lantsheere. Son grand-père paternel Serge Sergeevich Nabokoff, exilé en Belgique après la révolution russe, fût directeur de l'agence de presse Reuters Benelux. Son arrière grand-père Sergueï Dmitrievich Nabokov fût le dernier gouverneur de Courlande. Il est l'arrière-arrière petit-fils de Dimitri Nikolaïevitch Nabokov, Ministre de la Justice sous le règne d'Alexandre II. Enfin, il est le petit-cousin de l’écrivain russe Vladimir Nabokov (cousin germain de son grand-père Serge Nabokoff). 
Son père décède prématurément en 1985, alors que Michel a 11 ans. Sa mère, d'abord impliquée dans la politique communale, se consacre exclusivement à ses 7 enfants, qu’elle élève seule à la campagne. Elle dédie ses quelques moments libres au dessin et surtout à l’écriture (Le champ des vraies sources chez Jets d'encre Edition). 
Très jeune, Michel développe une passion pour la nature et le jardinage. Dès l’âge de 8 ans, il passe son temps libre à la ferme voisine. Jusqu’à l’âge de 24 ans, il occupe divers jobs d’étudiant dont ouvrier agricole, chauffeur d’engins de chantier, animateur commercial, ouvrier de découpe en scierie (Allemagne), ouvrier-électricien aux aciéries Gustave Boël-Duferco, technicien en traduction simultanée. En parallèle, il développe un sens de la comédie qu’il pratique d’abord à l’école, à travers sa participation à un cours d’art dramatique (au collège Saint-Vincent à Soignies), et ensuite dans le cercle familial, ou lors d’événements privés.

### Agriculture et pays de l'est
Dans le cadre d'un Baccalauréat en Agronomie (à l'Institut supérieur industriel agronomique de Huy) qui l’amène à réaliser un stage de fin d’étude en République Tchèque (1995-96), il est choisi pour y piloter des essais d'optimisation des rendements en betteraves sucrières. De retour en Belgique, il travaille dans la vente de matériel agricole, et plus tard comme gestionnaire de filière de recyclage agricole jusqu'en 2000. Cette année-là, il repart en République Tchèque pour un nouveau projet. Il travaille à l’installation d’une exploitation agricole de 250 ha dont il assure la gestion journalière et les tâches agricoles pour le compte d’un investisseur/agriculteur Français.
Fort de cette expérience de 4 ans en République tchèque, il est engagé comme expert agricole pour une mission de 3 ans en Russie. Il travaille sur un projet de restructuration de 3 anciens Kolkhozes (7 000 ha dans le District de Voronezh).

### Transition vers la comédie
En 2008, alors papa d’un fils de 4 ans, il décide de mettre un terme à son métier de consultant agricole pour se rapprocher de sa famille. De retour à Bruxelles, il amorce une nouvelle transition professionnelle. 
La même année, il débute dans le métier de comédien avec un tournage publicitaire (118 008). En 2009, dans son premier téléfilm (Facteur chance). Pour suppléer aux besoins de cette transition professionnelle, il multiplie les activités : consultant en communication interne d’entreprise (écriture et réalisation de films d’entreprise) ; chauffeur poids lourd sur chantier de terrassement ; co-scénariste pour la TV (série suisse "Fitness Senteur" avec Armelle Lesniak sur la TSR). En 2010, Il écrit et met en scène une fresque vivante reconstituant l'histoire de la Belgique à travers son armée, pour l'association des anciens combattants et vétérans de guerre (FUNACV). Une période durant laquelle il est tour à tour, et parfois dans la même semaine, ouvrier sur chantier, comédien sur plateau de tournage, et consultant en communication d’entreprise.
En pleine crise politico-communautaire, il crée le personnage satyrique Nabsurde (Brico-Polit), qui donne des conseils humoristiques en « bricolage institutionnel » au palais royal, devant les caméras des journaux télévisés.  
De petit rôle en petit rôle, il enrichit son expérience aux côtés de Frédéric Diefenthal, Bernard Lecoq, Anny Duperey, Line Renaud, François-Xavier Demaison, Louise Bourgoin, Jean-Yves Lafesse, Olivier Marchal, Mathieu Amalric, Cécile de France ou encore Fabrice Luchini.  

### Rencontres déterminantes
En 2015, il est choisi pour interpréter un père de famille dans La tour 2 Contrôle de Éric Judor et Ramzy Bedia. Depuis cette rencontre, il collaborera régulièrement avec Eric Judor, en fiction, en TV et en pub. C’est d’ailleurs Eric Judor qui lui donnera son premier rôle significatif, dans Problemos où Michel interprétera Jean-Paul, le chef de la ZAD. Il y rencontre notamment Blanche Gardin, Youssef Hajdi, Bun Hay Mean (Le chinois Marrant), Dorothée Pousséo et bien sûr Marc Fraize (Monsieur Fraize). Toujours sous la direction de Judor, il tourne en 2019 dans la saison 3 de Platane aux côtés de Florence Foresti.
En 2019, Julien Leclercq le choisit pour jouer aux côtés de Olga Kurylenko dans son thriller Sentinelle. Cette production Netflix lui donne pour la première fois un rôle d’importance dans un registre dramatique.

## Filmographie[10]

### Cinéma
- 2011 : La Chance de ma vie : Damien Marpeaux
- 2011 : Un heureux événement : M. Tordjman, le voisin
- 2012 : Histoire belge : le professeur Dubois
- 2013 : Le Programme X.65E.S. : le politicien
- 2013 : &Me
- 2013 : Stock Exchange : Kostas
- 2014 : Belle comme la femme d'un autre : le client de la boîte de nuit
- 2015 : Zéro Zéro Belge : Gérard
- 2016 : La Tour de contrôle infernale : le père de la famille
- 2017 : Problemos : Jean-Paul
- 2017 : Trek : un trekker
- 2018 : L'école est finie : le principal
- 2019 : Rebelles d'Allan Mauduit : le conseiller
- 2021 : Sentinelle de Julien Leclercq
- 2023 : Un coup de maître de Rémi Bezançon

### Télévision
- 2009 : Facteur chance : le flic
- 2012 : Cher radin ! : le premier psychiatre
- 2014 : Marge d'erreur : l'homme ivre dans la boîte de nuit
- 2014 : La Guerre des ondes : André Gillois
- 2014 : La Douce Empoisonneuse : le facteur
- 2014 : Esprits de famille : l'avocat adverse (1 épisode)
- 2018 : Les Rivières pourpres (série télévisée) : Frère Antoine
- 2019 : Platane (série télévisée) : Monseigneur Albatre